# Trachelyopterus teaguei
Trachelyopterus teaguei es una especie de pez de la familia Auchenipteridae en el orden de los Siluriformes.

## Morfología
Los machos pueden llegar alcanzar los 19,6 cm de longitud total y los 157 g de peso.

## Distribución geográfica
Se encuentran en Sudamérica, en la cuenca del río Uruguay en Uruguay y Brasil.